# Jack van Lint
Jacobus Hendricus ("Jack") van Lint (Bandoeng, 1932. szeptember 1. – 2004. szeptember 28.) holland matematikus aki az Eindhoveni Műszaki Egyetem matematika professzora volt 1959 és 1997 között valamint 1991 és 1996 között a rektora volt.
A PhD fokozatát az Utrechti Egyetemen szerezte meg 1957-ben Frederik van der Blij témavezetése alatt. Témája: Hecke Operators and Euler Products. Már 26 évesen professzor lett. Leginkább kombinatorikával és számelmélettel foglalkozott.
Élete során számtalan díjat nyert el. 1972-ben a Holland Királyi Tudományos Akadémia tagja lett. Négy díszdoktori címet kapott. A Holland Királyi Matematikai Társaság tiszteletbeli tagja volt. Lovagi címet kapott.